# Amerikansk strålkoriander
Amerikansk strålkoriander (Bifora americana) är en växtart i släktet dubbelkoriandrar och familjen flockblommiga växter.
Arten förekommer i Arkansas, Oklahoma och Texas i USA. Den beskrevs av Augustin Pyrame de Candolle, och fick sitt nu gällande namn av Asa Gray. Enligt vissa auktoriteter bör den, i stället för att tillhöra släktet dubbelkoriandrar (Bifora) föras till det egna släktet Atrema.